# Oka (Volga)
Oka (rus. Ока) je rijeka u Rusiji. Desni je pritok rijeke Volge. Teče kroz iduće oblasti Središnjeg saveznog okruga: Orelska oblast, Tulska oblast, Kaluška oblast, Moskovska oblast, Rjazanjska oblast, Vladimirska oblast, Nižnjenovgorodska oblast.
Pretpostavlja se da podrijetlo imena rijeke Oke je ili iz litvanskog aka, "izvor" ili iz finskog jokki – "rijeka dolazi", jer prije ruskog naseljavanja, stanovništvo gornjih tokova Oke su bila baltička plemena, a donjih tokova su bila finska plemena.
U najširem dijelu je široka 25 km.

## Vanjske poveznice
|  | Zajednički poslužitelj ima još gradiva o temi Oka (Volga) |